# RTV Krimpenerwaard
RTV Krimpenerwaard is de lokale publieke radio- en televisiezender voor de gemeente Krimpenerwaard. De omroep is ontstaan uit een fusie tussen Vrolek, Radio Centraal, RTV Zilverstad en Vlistam naar aanleiding van een gemeentelijke herindeling.

## Radio
RTV Krimpenerwaard Radio is de radiozender van de stichting. De zender is via de meeste in de gemeente Krimpenerwaard aanwezige kabelaanbieders te ontvangen. Daarnaast wordt de radiozender in de ether uitgezonden vanuit Bergambacht op 106,6 MHz
De radiozender biedt luisteraars op haar website de mogelijkheid om live en achteraf naar uitzendingen te luisteren.
RTV Krimpenerwaard Radio zendt 24 uur per dag en 7 dagen per week een eigen programma uit. Doordeweeks is er 's ochtends een horizontale programmering, buiten deze tijden zijn er diverse programma's geënt op nieuws, cultuur, politiek, levensbeschouwing, religie, en non-stop muziek.
De zender maakt meerdere keren per jaar live-uitzendingen bij evenementen in kernen van de gemeente, zoals braderieën.

## Televisie
RTV Krimpenerwaard TV is de televisiezender van de stichting. De zender is in de gemeente Krimpenerwaard te ontvangen via Ziggo, REKAM en Tele2. In de gemeente Krimpen aan den IJssel wordt de zender doorgegeven door kabelaanbieder Caiway.
De zender is ook te zien via een stream op de website, en plaatst individuele programma's en reportages op YouTube.
Buiten de vaste programmering wordt een kabelkrant uitgezonden met nieuws, verslagen van evenementen en sportwedstrijden, berichten van de gemeente, lokaal weer en informatie over de omroep. Tijdens deze kabelkrant wordt het geluid van RTV Krimpenerwaard Radio doorgegeven.